# Tranquilina
Fúria Sabina Tranquilina (em latim: Furia Sabinia Tranquillina; c. 225 - 244) foi uma imperatriz-consorte romana, esposa do imperador Gordiano III. Ela era a filha mais nova do prefeito pretoriano Caio Fúrio Sabino Áquila Timesiteu com sua esposa de nome desconhecido.

## História
Em 241, Caio Fúrio foi nomeado líder da guarda pretoriana pelo imperador Gordiano III. Em maio do mesmo ano, Tranquilina se casou com ele e se tornou imperatriz romana, recebendo o título de augusta. O casamento foi uma admissão implícita do jovem imperador de que ele não poderia prescindir de Timesiteu.
Dois anos depois, o pai de Tranquilina morreu subitamente e foi substituído por Filipe, o Árabe. Quando Gordiano foi morto, em fevereiro de 244, Filipe se tornou o novo imperador. Tranquilina sobreviveu ao marido, mas não teve filhos com ele. Christian Settipani sugere que eles teriam tido uma filha chamada Fúria (n. c. 244), provavelmente póstuma, que se casou com Marco Maécio Orfito (n. c. 245), filho de Marco Maécio Probo (n. ca. 220), casado com Pupiena Sexta Paulina Categila (n. ca. 225) e neto, pelo lado paterno, de Marco Pompônio Maécio Probo e, pelo materno , de Marco Pupieno Africano Máximo (filho de seu protetor, o imperador Pupieno Máximo) e sua esposa Cornélia Marulina, com quem ela não teve filhos.